# Dances (Gianluigi Trovesi)
Dances è il terzo album solista realizzato da Gianluigi Trovesi nel 1985. L'album vinse il referendum "Top Jazz" indetto tra i lettori delle prestigiose riviste specializzate "Musica Jazz" e "Musica & Dischi" come miglior album jazz del 1985.

## Il disco
Il disco fu registrato da Trovesi con il suo trio, completato dal contrabbassista Paolo Damiani e dal batterista Ettore Fioravanti.
È composto da sei tracce di lunghezza e atmosfera variabili, incentrate sul tema della danza e del folklore europeo in generale.
Va inoltre ricordato un misurato ricorso all’elettronica, nello specifico un harmonizer e un delay attraverso cui il suono degli strumenti (soprattutto i fiati del leader) viene moltiplicato e riverberato con esiti più che soddisfacenti dal punto di vista espressivo.

## Tracce
1. Dance For A Small Bell – 8:55
2. Dance For A Fat Arlecchino – 2:08
3. Dance From The East N1 – 7:48
4. Dance From The East N2 – 10:50
5. Sciamano's Dance – 3:57
6. Sorry, I Can't Dance – 5:17

## Formazione
- Gianluigi Trovesi - sassofono soprano (tracce 1 e 4), clarinetto basso (tracce 2 e 5), clarinetto (traccia 3), sassofono contralto (traccia 6).
- Paolo Damiani - contrabbasso.
- Ettore Fioravanti - batteria, percussioni.